# Premio Akutagawa
Il premio Akutagawa (芥川龍之介賞?, Akutagawa Ryūnosuke Shō) è tra i più prestigiosi premi letterari giapponesi.
Venne inaugurato nel 1935 da Kan Kikuchi, direttore della rivista Bungei Shunjū, in memoria dello scrittore
Ryūnosuke Akutagawa; è sponsorizzato dall'Associazione per la promozione della letteratura giapponese (Nihon Bungaku Shinkō Kai) ed è attribuito due volte l'anno, in gennaio e in luglio, all'opera migliore, pubblicata su quotidiano o periodico, da un autore esordiente. Il vincitore riceve un orologio e la somma di un milione di yen (quasi 8.000 euro, stima 2015).
Spesso il premio è attribuito a novelle o brevi racconti, piuttosto che a veri e propri romanzi. La fama del premio lo rende il più prestigioso del Giappone, grazie anche alla notorietà che il vincitore raggiunge, che si traduce in un notevolissimo aumento delle copie vendute. Ad esempio la scrittrice Risa Wataya, dopo soli due mesi dall'assegnazione del premio, raggiunse le 500 000 copie, per arrivare a un totale di oltre 1.000.000.
Occasionalmente, quando la giuria non raggiunge un consenso, il premio non viene attribuito. La giuria si compone tradizionalmente di scrittori contemporanei, critici letterari e precedenti assegnatari del premio. Fra il 1945 ed il 1948 l'attribuzione del premio è stata sospesa a causa del periodo post-bellico.
Il romanziere Oe Kenzaburo, già insignito del premio Akutagawa, vinse, nel 1994, il Premio Nobel per la Letteratura.

## Vincitori
- 1935/1: Ishikawa Tatsuzo (Sōbō)
- 1935/2: non attribuito
- 1936/1: Oda Takeo (Jyōgai) e Tsuruta Tomoya (Koshamain ki)
- 1936/2: Jun Ishikawa (Fugen) e Tomisawa Uio (Chichūkai)
- 1937/1: Ozaki Kazuo (Nonki megane)
- 1937/2: Hino Ashihei (Fun'nyōtan)
- 1938/1: Nakayama Gishu (Atsumonozaki)
- 1938/2: Nakazato Tsuneko (Noriaibasha, Nikkōshitsu)
- 1939/1: Handa Yoshiyuki (Niwatori sōdō) e Hase Ken (Asakusa no kodomo)
- 1939/2: Samukawa Kotaro (Mitsuryōsha)
- 1940/1: non attribuito
- 1940/2: Sakurada Tsunehisa (Hiraga gen'nai)
- 1941/1: Tada Yukei (Chōkō deruta)
- 1941/2: Shibaki Yoshikp (Seika no ichi)
- 1942/1: non attribuito
- 1942/2: Kuramitsu Toshio (Renrakuin)
- 1943/1: Ishizuka Kikuzo (Chanzū no koro)
- 1943/2: Tonobe Kaoru (Washi)
- 1944/1: Yagi Yoshinori (Ryūkanbu) e Ono Juzo (Tōhan)
- 1944/2: Shimizu Motoyoshi (Karitachi)
- 1945-1948: non attribuito
- 1949/1: Kotani Tsuyoshi (Kakushō) e Yuki Shigeko (Hon no hanashi)
- 1949/2: Inoue Yasushi (Tōgyū)
- 1950/1: Tsuji Ryoichi (Ihōjin)
- 1950/2: non attribuito
- 1951/1: Abe Kobo (Kabe S. Karuma shi no hanzai) e Ishikawa Toshimitsu (Haru no kusa)
- 1951/2: Hotta Yoshie (Hiroba no kotoku, kankan, sono ta)
- 1952/1: non attribuito
- 1952/2: Gomi Kosuke (Sōshin) e Matsumoto Seicho (Aru okura nikki den)
- 1953/1: Yasuoka Shotaro (Warui nakama, inki na tanoshimi)
- 1953/2: non attribuito
- 1954/1: Yoshiyuki Junnosuke (Shūu, sono ta)
- 1954/2: Kojima Nobuo (Amerikan sukūru) e Shono Junzo (Pūrusaido shōkei)
- 1955/1: Endo Shusaku (Shiroi hito)
- 1955/2: Ishihara Shintaro (Taiyō no kisetsu)
- 1956/1: Kondo Keitaro (Kaijinfune)
- 1956/2: non attribuito
- 1957/1: Kikumura Itaru (Iōjima)
- 1957/2: Kaiko Ken (Hadaka no ōsama)
- 1958/1: Oe Kenzaburo (Shiiku)
- 1958/2: non attribuito
- 1959/1: Shiba Shiro (Santō)
- 1959/2: non attribuito
- 1960/1: Kita Morio (Yoru to kiri no sumi de)
- 1960/2: Miura Tetsuo (Shinobukawa)
- 1961/1: non attribuito
- 1961/2: Uno Koichiro (Kujiragami)
- 1962/1: Kawamura Akira (Bitan no shuppatsu)
- 1962/2: non attribuito
- 1963/1: Goto Kiichi (Shōnen no hashi) e Kono Taeko (Kani)
- 1963/2: Tanabe Seiko (Senchimentaru Jaanî)
- 1964/1: Shiba Shou (Saredo waga hibi)
- 1964/2: non attribuito
- 1965/1: Tsumura Setsuko (Gangu)
- 1965/2: Takai Yuichi (Kita no kawa)
- 1966/1: non attribuito
- 1966/2: Maruyama Kenji (Natsu no nagare)
- 1967/1: Oshiro Tatsuhiro (Kakuteru Paatî)
- 1967/2: Kashiwabara Hyozo (Tokuyama Dōsuke no kikyō)
- 1968/1: Maruya Saiichi (Toshi no nagori) e Oba Minako (Sanbiki no kani)
- 1968/2: non attribuito
- 1969/1: Shoji Kaoru (Akazukin-chan ki wo tsukete) e Takuba Hideo (Fukaikawa)
- 1969/2: Kiyooka Takayuki (Akashiya no tairen)
- 1970/1: Yoshida Tomoko (Mumyōchōya) e Furuyama Komao (Pureō eito no yoake)
- 1970/2: Furui Yoshikichi (Yōko)
- 1971/1: non attribuito
- 1971/2: Ri Kaisei (Kinuta wo utsu on'na) e Higashi Mineo (Okinawa no shōnen)
- 1972/1: Hatayama Hiroshi (Itsuka kiteki wo narashite) e Miyahara Akio (Dareka ga sawatta)
- 1972/2: Michiko Yamamoto (Beti-chan no niwa) e Go Shizuko (Rekuiemu)
- 1973/1: Miki Taka (Hiwa)
- 1973/2: Noro Kuninobu (Kusa no tsurugi) e Mori Atsushi (Gassan)
- 1974/1: non attribuito
- 1974/2: Hino Keizo (Ano yūhi) e Sakata Hiro (Tsuchi no utsuwa)
- 1975/1: Kyoko Hayashi (Matsuri no ba)
- 1975/2: Nakagami Kenji (Misaki) e Okamatsu Kazuo (Shikinoshima)
- 1976/1: Murakami Ryu (Kagirinaku tōmeini chikai burū)
- 1976/2: non attribuito
- 1977/1: Mita Masahiro (Bokutte nani) e Ikeda Masuo (Eegekai ni sasagu)
- 1977/2: Teru Miyamoto (Hoterugawa) e Taki Shuzo (Kaya no ki matsuri)
- 1978/1: Takahashi Kiichiro (Nobuya) e Takahashi Michitsuna (Kugatsu no sora)
- 1978/2: non attribuito
- 1979/1: Shigekane Yoshiko (Yamaai no kemuri) e Aono So (Gusha no yoru)
- 1979/2: Mori Reiko (Mokkingubaado no iru machi)
- 1980/1: non attribuito
- 1980/2: Otsuji Katsuhiko (Chichi ga kieta)
- 1981/1: Yoshiyuki Rie (Chisana kifujin)
- 1981/2: non attribuito
- 1982/1: non attribuito
- 1982/2: Kato Yukiko (Yube no kabe) e Kara Juro (Sagawa-kun kara no tegami)
- 1983/1: non attribuito
- 1983/2: Kasahara Jun (Mokuji no sekai) e Takagi Nobuko (Hikari daku tomo yo)
- 1984/1: non attribuito
- 1984/2: Kizaki Satoko (Aogiri)
- 1985/1: non attribuito
- 1985/2: Kometani Fumiko (Sugikoshi no matsuri)
- 1986: non attribuito
- 1986/2: non attribuito
- 1987/1: Kiyoko Murata (Nabe no naka)
- 1987/2: Ikezawa Natsuki (Sutiru Raifu) e Miura Kiyohiro (Chōnan no shukke)
- 1988/1: Arai Man (Tazunebito no jikan)
- 1988/2: Nagi Keishi (Diayamondo Dasuto) e I Yanji (Yuhi)
- 1989/1: non attribuito
- 1989/2: Ooka Akira (Hyōsō seikatsu) e Takizawa Mieko (Nekobaba no iru machi de)
- 1990/1: Tsujihara Noboru (Mura no namae)
- 1990/2: Yōko Ogawa (Ninshin karendaa)
- 1991/1: Henmi Yo (Jidou kishō sōchi) e Ogino Anna (Seoi mizu)
- 1991/2: Matsumura Eiko (Apatōn)
- 1992/1: Fujiwara Tomomi (Untenshi)
- 1992/2: Tawada Yōko (Inumuko iri)
- 1993/1: Yoshimeki Haruhiko (Sekiryōkōya)
- 1993/2: Okuizumi Hikaru (Ishi no raireki)
- 1994/1: Muroi Mitsuhiro (Odorodeku) e Yoriko Shōno (Taimu surippu konbinaato)
- 1994/2: non attribuito
- 1995/1: Hosaka Kazushi (Kono hito no iki)
- 1995/2: Matayoshi Eiki (Buta no mukui)
- 1996/1: Hiromi Kawakami (Hebi wo fumu)
- 1996/2: Tsuji Hitonari (Kaikyō no hikari) e Yu Miri (Kazoku shinema)
- 1997/1: Medoruma Shun (Suiteki)
- 1997/2: non attribuito
- 1998/1: Hanamura Mangetsu (Gerumaniamu no yoru) e Fujisawa Shu (Buenosu Airesu gozen reiji)
- 1998/2: Keiichirō Hirano (Nisshoku)
- 1999/1: non attribuito
- 1999/2: Gengetsu (Kage no sumika) e Fujino Chiya (Natsu no yakusoku)
- 2000/1: Machida Ko (Kiregire) e Matsuura Hisaki (Hana kutashi)
- 2000/2: Seirai Yuichi (Seisui) e Horie Toshiyuki (Kuma no shikiishi)
- 2001/1: Genyu Sokyu (Chūin no hana)
- 2001/2: Nagashima Yu (Mōsupîdo dewa haha)
- 2002/1: Yoshida Shuichi (Paaku raifu)
- 2002/2: Daido Tamaki (Shoppai doraibu)
- 2003/1: Yoshimura Manichi (Hariganemushi)
- 2003/2: Risa Wataya (Keritai senaka) e Hitomi Kanehara (Hebi ni piasu)
- 2004/1: Mobu Norio (Kaigo nyūmon)
- 2004/2: Kazushige Abe (Gurando finaare グランド・フィナーレ)
- 2005/1: Fuminori Nakamura (Tsuchi no naka no kodomo 土の中の子供)
- 2005/2: Akiko Itoyama (Oki de matsu 沖で待つ)
- 2006/1: Takami Itō (Hachigatsu no rojō 八月の路上に捨てる).
- 2006/2: Nanae Aoyama (Hitori Biyori ひとり日和)
- 2007/1: Tetsushi Suwa, Asatte no hito （アサッテの人）
- 2007/2: Mieko Kawakami, Chichi to Ran (乳と卵)
- 2008/1: Yang Yi, Toki ga Nijimu Asa (時が滲む朝)
- 2008/2: Kikuko Tsumura, Potosuraimu no fune (ポトスライムの舟)
- 2009/1: Ken'ichirō Isozaki, Tsui no sumika (終の住処)
- 2009/2: non attribuito
- 2010/1: Akiko Akazome, The Anonymous Tip of a Virgin (乙女の密告)
- 2010/2: Mariko Asabuki, Kikotowa (きことわ) e Kenta Nishimura, Kueki ressha (苦役列車)
- 2011/1: non attribuito
- 2011/2: Tō Enjō, Dokeshi no chō (道化師の蝶) e Shinya Tanaka, Tomogui (共喰い)
- 2012/1: Maki Kashimada, Meido meguri (冥土めぐり)
- 2012/2: Natsuko Kuroda ab Sango (abさんご)
- 2013/1: Kaori Fujino Tsume to Me (爪と目)
- 2013/2: Hiroko Oyamada Ana (穴)
- 2014/1: Tomoka Shibasaki Haru No Niwa (春の庭)
- 2014/2: Masatsugu Ono 9 Nen Mae no Inori (9年前の祈り)
- 2015/1: Keisuke Hada, Scrap and Build (スクラップアンドビルド) e Naoki Matayoshi, Hibana (火花)
- 2015/2: Yusho Takiguchi, Shinde Inai Mono (死んでいない者) e Yukiko Motoya, Irui Konin Tan (異類婚姻譚)
- 2016/1: Sayaka Murata, Konbini Ningen (コンビニ人間)[7]
- 2016/2: Sumito Yamashita, Shinsekai (しんせかい)
- 2017/1: Shinsuke Numata, Eiri (影裏)
- 2017/2: Yuka Ishii, Hyaku-nen doro (百年泥) e Chisako Wakatake, Ora Ora de Hitori Igumo (おらおらでひとりいぐも)
- 2018/1: Hiroki Takahashi, Okuribi (送り火)
- 2018/2: Takahiro Ueda, Nimroddo (ニムロッド) e Ryohei Machiya Ichi Raundo Ippun Sanju-yon Byo (1R1分34秒)
- 2019/1: Natsuko Imamura, Murasaki no Sukato no Onna (むらさきのスカートの女)
- 2019/2: Makoto Furukawa, Seitaka Awadachisō (背高泡立草)[8]
- 2020/1: Haruka Tono, Hakyoku (破局) e Haneko Takayama, Shuri no Uma (首里の馬)[9]
- 2020/2: Rin Usami, Oshi, Moyu (推し、燃ゆ)[10]
- 2021/1: Li Kotomi, Higanbana ga Saku Shima (彼岸花が咲く島) e Mai Ishizawa, Kai ni Tsuzuku Basho nite (貝に続く場所にて)[11]
- 2021/2: Bunji Sunakawa, Black Box (ブラックボックス)[12]
- 2022/1: Junko Takase, Oishii Gohan ga Taberaremasuyōni (おいしいごはんが食べられますように)[13]
- 2022/2: Iko Idogawa, Kono Yo no Yorokobi yo (この世の喜びよ) e Atsushi Satō, Arechi no Kazoku (荒地の家族)[14]
- 2023/2: Saō Ichikawa, Hunchback (ハンチバック)[15]
- 2024/1: Rie Kudan, Tōkyō-to Dōjō-tō (東京都同情塔)[16]